# Blepharis uniflora
Blepharis uniflora är en akantusväxtart som beskrevs av C. B. Cl.. Blepharis uniflora ingår i släktet Blepharis och familjen akantusväxter. Inga underarter finns listade i Catalogue of Life.